# Pride (film, 2014)
Pride (tj. Hrdost) je britský hraný film z roku 2014, který režíroval Matthew Warchus. Film natočený podle skutečné události vypráví o skupině homosexuálních aktivistů, kteří se v roce 1984 rozhodli podpořit stávkující horníky finanční sbírkou. Snímek měl světovou premiéru na filmovém festivalu v Cannes, kde získal cenu Queer Palm a objevil se v sekci Quinzaine des réalisateurs. V ČR byl uveden v roce 2015.

## Děj
V březnu 1984 začala stávka horníků kvůli omezení těžby. Premiérka Margaret Thatcherová je neústupná a jednání s odbory jsou nekonečná. Během Gay Pride v Londýně se gay aktivista Mark Ashton rozhodne s několika přáteli založit skupinu L.G.S.M. (Lesbians and Gays Support the Miners) na pořádání finančních sbírek pro rodiny stávkujících. Jejich snaha ale naráží z obou stran na nepochopení. Příslušníci LGBT minority se necítí vázáni k lidem, kteří jimi očividně pohrdají a oficiální odbory odmítají přijmout dar od gay aktivistů. Skupina se proto rozhodne odbory obejít a vybere si sama malou vesnici Onllwyn ve Walesu. Předsudky panující na obou stranách jsou velmi silné a není vůbec jisté, zda se je podaří překonat.

## Obsazení
| Ben Schnetzer   | Mark Ashton        |
| Joseph Gilgun   | Mike Jackson       |
| Bill Nighy      | Cliff Barry        |
| Faye Marsay     | Stephanie Chambers |
| Dominic West    | Jonathan Blake     |
| Andrew Scott    | Gethin Roberts     |
| Freddie Fox     | Jeff Cole          |
| Imelda Staunton | Hefina Headon      |
| Paddy Considine | Dai Donovan        |
| George MacKay   | Joe Cooper         |
| Liz White       | Margaret Donovan   |
| Jessie Cave     | Zoe                |
| Jessica Gunning | Siân James         |
| Rhodri Meilir   | Martin             |
| Russell Tovey   | Tim                |

## Ocenění
- Filmový festival v Cannes
  - Queer Palm
- Filmová cena Britské akademie
  - Mimořádný debut britského scenáristy, režiséra nebo producenta (Stephen Beresford, David Livingstone)
  - nominace: nejlepší britský film, nejlepší herečka ve vedlejší roli (Imelda Staunton)
- British Independent Film Award
  - nejlepší britský nezávislý film
  - nejlepší herečka ve vedlejší roli (Imelda Staunton)
  - nejlepší herec ve vedlejší roli (Andrew Scott)
  - nominace: nejlepší režie (Matthew Warchus), nejlepší scénář (Stephen Beresford), nejlepší herec ve vedlejší roli (Ben Schnetzer)
- Dorian Awards
  - LGBTQ film roku
  - opomíjený film roku
- Mezinárodní filmový festival v Gentu
  - cena publika "Port of Ghent"
- Mezinárodní filmový festival v Leidenu
  - cena publika
- Zlatý glóbus
  - nominace v kategorii nejlepší komedie / muzikál
- London Film Critics' Circle
  - nominace na nejlepší britský film roku
- Artios Awards
  - nominace v kategorii vynikající úspěch v castingu (Fiona Weir)